# Alfred N’Diaye
Alfred John Momar N’Diaye (* 6. März 1990 in Paris) ist ein senegalesischer Fußballspieler.

## Karriere

### Verein
Der Mittelfeldspieler N’Diaye kam 2004 im Alter von 14 Jahren aus der Jugend des US Vandoeuvre zum AS Nancy, wo er 2008 in das Profi-Team aufrückte. Zur Saison 2011/12 wechselte er nach 61 Ligaeinsätzen zu Bursaspor in die Türkei. Sein erstes Tor für die „Krokodile“ schoss er gegen den FK Homel in der Europa League. Im Januar 2013 wechselte er zum englischen Erstligisten AFC Sunderland.
Für Saison 2013/14 wechselte N’Diaye als Leihspieler wieder in die türkische Süper Lig zurück und unterschrieb bei Eskişehirspor. Ausschlaggebend für diesen Wechsel war die Tatsache, dass Ertuğrul Sağlam, sein Trainer aus seiner Zeit bei Bursaspor, nun Eskişehirspor trainierte. Im Frühjahr 2014 wurde er nach Spanien an Betis Sevilla weiterverliehen. Obwohl Betis zu Saisonende in die Segunda División abgestiegen war, wechselte er im Sommer 2014 fest nach Sevilla. Mit Betis stieg er nach nur einer Saison wieder in die Primera División auf.
Zur Saison 2016/17 wechselte er zum Ligakonkurrenten FC Villarreal, bei dem er einen Fünfjahresvertrag erhielt.

### Nationalmannschaft
- 2007 Europameisterschaft in Belgien: Er stieß mit seinem Team bis ins Halbfinale vor. Dies ging gegen den späteren Vizeeuropameister England mit 0:1 verloren.
- 2007 Weltmeisterschaft in Korea: Er erreichte mit seinem Team das Viertelfinale. Dieses verlor die Auswahl gegen den späteren Vizeweltmeister Spanien mit 4:5 nach Elfmeterschießen.